# Derek Wolfe
Derek Wolfe (nacido el 24 de febrero de 1990) es un jugador profesional de fútbol americano estadounidense que juega en la posición de defensive end y actualmente juega en los Baltimore Ravens de la National Football League (NFL).

## Biografía
Wolfe asistió a Beaver Local High School en Lisbon, Ohio, y es el único jugador de la NFL que ha sido drafteado de Beaver.
Tras su paso por Beaver, Wolfe jugó durante cuatro años en Cincinnati, acumulando un total de 162 tackles y 19.5 sacks, y siendo nombrado Co-Jugador Defensivo del Año Big East como sénior.

## Carrera

### Denver Broncos
Wolfe fue seleccionado por los Denver Broncos en la segunda ronda (puesto 36) del Draft de la NFL de 2012. En su primer partido con los Broncos, Wolfe logró 3 tackles y 1 sack, acabando su temporada rookie con 40 tackles, 6 sacks y 2 pases defendidos.
Tras su gran desempeño con los Broncos, Wolfe fue renovado el 15 de enero de 2016 por 4 años más con un valor de $36 millones.
Con los Broncos, Wolfe ha ganado 4 títulos de división consecutivos, dos campeonatos de la AFC y ha llegado a dos Super Bowl (48 y 50) en tres años, perdiendo la primera frente a los Seattle Seahawks por 43-8 y ganando la segunda frente a los Carolina Panthers por 24-10.

## Estadísticas

### Temporada regular
| Año   | Equipo | Juegos | Juegos | Tacleadas | Tacleadas | Tacleadas | Tacleadas | Tacleadas | Intercepciones | Intercepciones | Intercepciones | Intercepciones | Intercepciones | Intercepciones | Balones sueltos | Balones sueltos | Balones sueltos | Balones sueltos |
| Año   | Equipo | GP     | GS     | Comb      | Total     | Ast       | Sck       | SFTY      | PDef           | Int            | Yds            | Avg            | Lng            | TD             | FF              | FR              | Yds             | TD              |
| ----- | ------ | ------ | ------ | --------- | --------- | --------- | --------- | --------- | -------------- | -------------- | -------------- | -------------- | -------------- | -------------- | --------------- | --------------- | --------------- | --------------- |
| 2012  | DEN    | 16     | 16     | 40        | 26        | 14        | 6.0       | --        | 2              | --             | --             | --             | --             | --             | 0               | 0               | --              | --              |
| 2013  | DEN    | 11     | 11     | 16        | 11        | 5         | 4.0       | --        | 0              | --             | --             | --             | --             | --             | 0               | 1               | 1               | 0               |
| 2014  | DEN    | 16     | 16     | 35        | 24        | 11        | 1.5       | --        | 1              | --             | --             | --             | --             | --             | 0               | 0               | --              | --              |
| 2015  | DEN    | 12     | 12     | 49        | 35        | 14        | 5.5       | --        | 1              | --             | --             | --             | --             | --             | 0               | 0               | --              | --              |
| 2016  | DEN    | 14     | 14     | 51        | 38        | 13        | 5.5       | --        | 4              | --             | --             | --             | --             | --             | 0               | 0               | --              | --              |
| 2017  | DEN    | 11     | 11     | 31        | 18        | 13        | 2.0       | --        | 0              | --             | --             | --             | --             | --             | 0               | 0               | --              | --              |
| 2018  | DEN    | 16     | 16     | 43        | 31        | 12        | 1.5       | --        | 6              | 1              | 2              | 2.0            | 2              | 0              | 0               | 1               | 0               | 0               |
| 2019  | DEN    | 12     | 12     | 34        | 23        | 11        | 7.0       | --        | 1              | --             | --             | --             | --             | --             | 1               | 0               | --              | --              |
| 2020  | BAL    | 14     | 8      | 51        | 19        | 32        | 1.0       | --        | 2              | --             | --             | --             | --             | --             | 0               | 1               | 0               | 0               |
| Total | Total  | 122    | 116    | 350       | 225       | 125       | 34.0      | --        | 17             | 1              | 2              | 2.0            | 2              | 0              | 1               | 3               | 1               | 0               |

Fuente: Pro-Football-Reference.com

### Playoffs
|  | Campeón del Super Bowl |

| 2013  | Denver | 1         | 1         | 2         | 1         | 3         | --        | --        | --        | --        | --        | --        | --        |           |           |
| 2014  | Denver | Lesionado | Lesionado | Lesionado | Lesionado | Lesionado | Lesionado | Lesionado | Lesionado | Lesionado | Lesionado | Lesionado | Lesionado | Lesionado | Lesionado |
| 2015  | Denver | 1         | 1         | 2         | 1         | 3         | --        | --        | --        | --        | --        | --        | --        |           |           |
| 2016  | Denver | 3         | 3         | 10        | 5         | 15        | 2.5       | --        | --        | --        | --        | --        | --        |           |           |
| Total | Total  | 5         | 5         | 14        | 7         | 21        | 2.5       | 0         | 0         | 0         | 0         | 0         | 0         |           |           |